# Admapu
Admapu, Ad-mapu o Ad mapu (Mapudungún: ad mapu, "costumbre del territorio") es el conjunto de antiguas tradiciones, leyes, derechos y normas consuetudinarias que rigen el comportamiento en la sociedad mapuche.

## Descripción
El admapu son reglas sociales y valóricas que rigen en el pueblo mapuche, en la índole moral, religiosa, espiritual y jurídica de su espacio territorial. 
Debido a sus características, el admapu igualmente es representado como un don entregado por la deidad Ngenechén (Guenechén) a sus antepasados [cita requerida].

## Acciones reguladas por el admapu
El admapu determina la identidad del pueblo mapuche y regula algunas de las siguientes acciones:
- La interacción permanente con la naturaleza (a través de los espíritus Ngen), que debe ser realizada de una forma respetuosa.[cita requerida]

- La relación con los espíritus de sus antepasados, que indicaba recordarlos (ver Pillán).

- Organización social, así en tiempos de guerra, establecía principios de organización política altamente jerarquizados.

- Aprecio de la tierra y los recursos. De acuerdo a este Admapu, cada familia (extensa) tenía orientación al desarrollo de sus actividades de recolección o agricultura, a un determinado territorio de tipo familiar que pasaba de generación en generación y era ejercido en forma comunitaria. Dicho territorio no solo comprendía el derecho a la caza y recolección y a la práctica de la agricultura en pequeña escala, sino también implicaba derechos de jurisdicción del lonco sobre quienes habitaban en él.

Para mantener y recordar el admapu, se realizan numerosos ritos; cuyo centro eran los ritos sacrificiales como el Guillatún.

## Rompimiento del admapu
La trasgresión del admapu puede tener una serie de consecuencias; ya que si no se cumple el admapu, se produce un desequilibrio. 
- Si la trasgresión del sujeto tiene que ver con romper normas del orden sagrado, estas se manifiestan por medio de la enfermedad que sufre el sujeto. Las responsabilidades establecidas a partir de la trasgresión de un sujeto no solo son de tipo individual, sino que también puede incumbir a todo el lof (un grupo de familias) del trasgresor; por lo tanto, las obligaciones relacionadas con el restablecimiento del equilibrio roto por la acción, concierne a todo el lof. De esta forma, las enfermedades resultantes de una trasgresión de tipo religioso pueden ser sufridas por familiares directos del causante y no necesariamente por el causante mismo. Por ejemplo, si la familia construye su casa en un lugar prohibido y sin pedir autorización a los Ngen encargados de su cuidado, la enfermedad se puede manifestar en uno de los hijos.

- Si la trasgresión tiene que ver con un daño a un miembro de su mismo lof, este se resuelve por medio de una compensación siempre varias veces superior al daño realizado.

- Si la trasgresión se realiza a alguien fuera de su comunidad o lof esta compensación debe acordarse entre los Lonco de los lof respectivos. El modo tradicional de establecer las responsabilidades viene dado por una relación establecida entre los lonkos de los lof involucrados. La comunidad reunida en torno a cada uno de sus lonko resolvía acerca de las responsabilidades, los plazos y las cantidades de animales con los cuales se resarciría el daño provocado. Rescatando los elementos teóricos antes señalados, hemos querido compartir una experiencia práctica, en la cual pudimos vivenciar ciertos aspectos centrales que nos da sentido de realidad al planteamiento metodológico formulado.

- Usar los servicios de un Calcu, para provocar mal.